# Playa Ramírez
La playa Ramírez es para todo público, ideal para la familia, muy concurrida y una de las más populares de la ciudad en verano. Debe su nombre al antiguo saladero de empresario José Ramírez Pérez. Cuenta con salvavidas, solo en primavera y verano.
Es la segunda playa hacia el Este desde el Puerto de Montevideo, ya que la primera es la pequeña Playa del Gas y en la antigüedad solía ser la cuarta, ya que en medio se encontraban la playa Patricios y la playa Santa Ana, actualmente desaparecidas por la construcción de la Rambla Sur. Es una de las más monitoreadas en su agua y arena por su cercanía al puerto, generando controversias sobre si es o no apta para baño.
Frente a la playa está el Edificio Mercosur, el monumento a Confucio, el Parque Rodó, la Facultad de Ingeniería y el Teatro de Verano Ramón Collazo.

## Galería

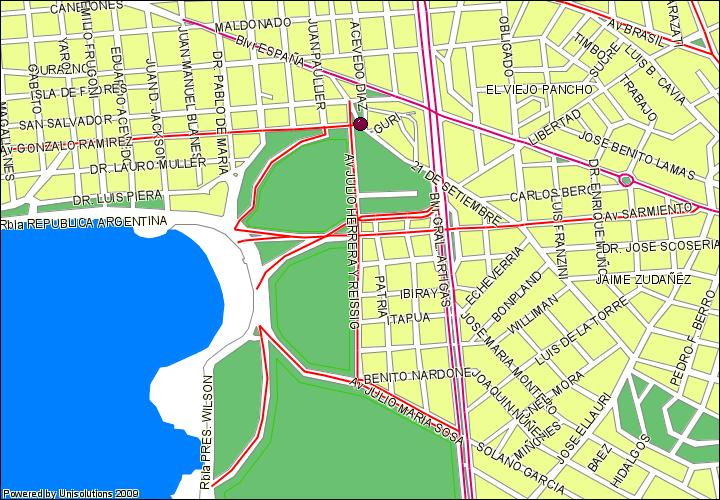
Playa Ramírez mapa.
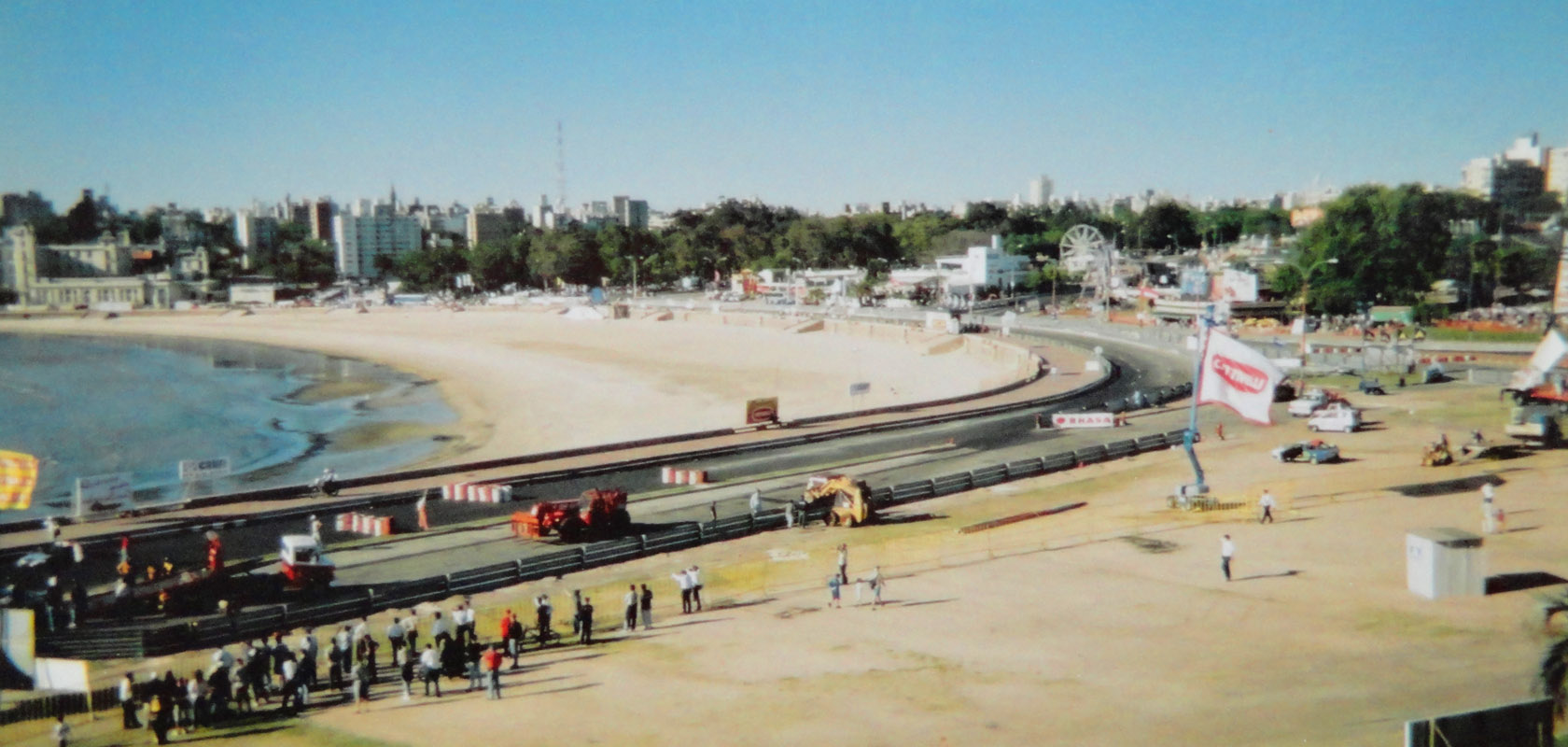
Playa Ramírez en 2001.
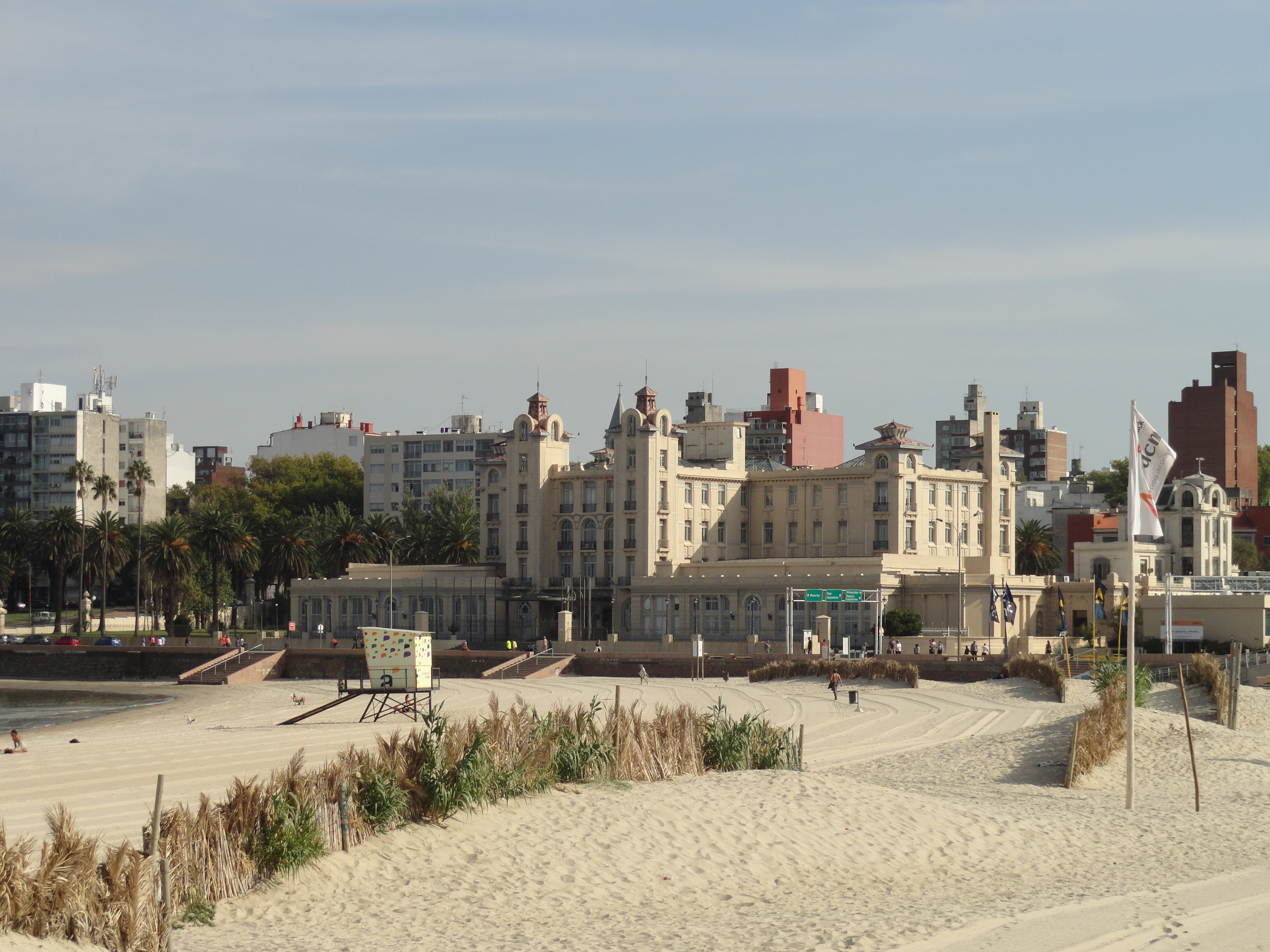
Playa Ramírez en 2013.
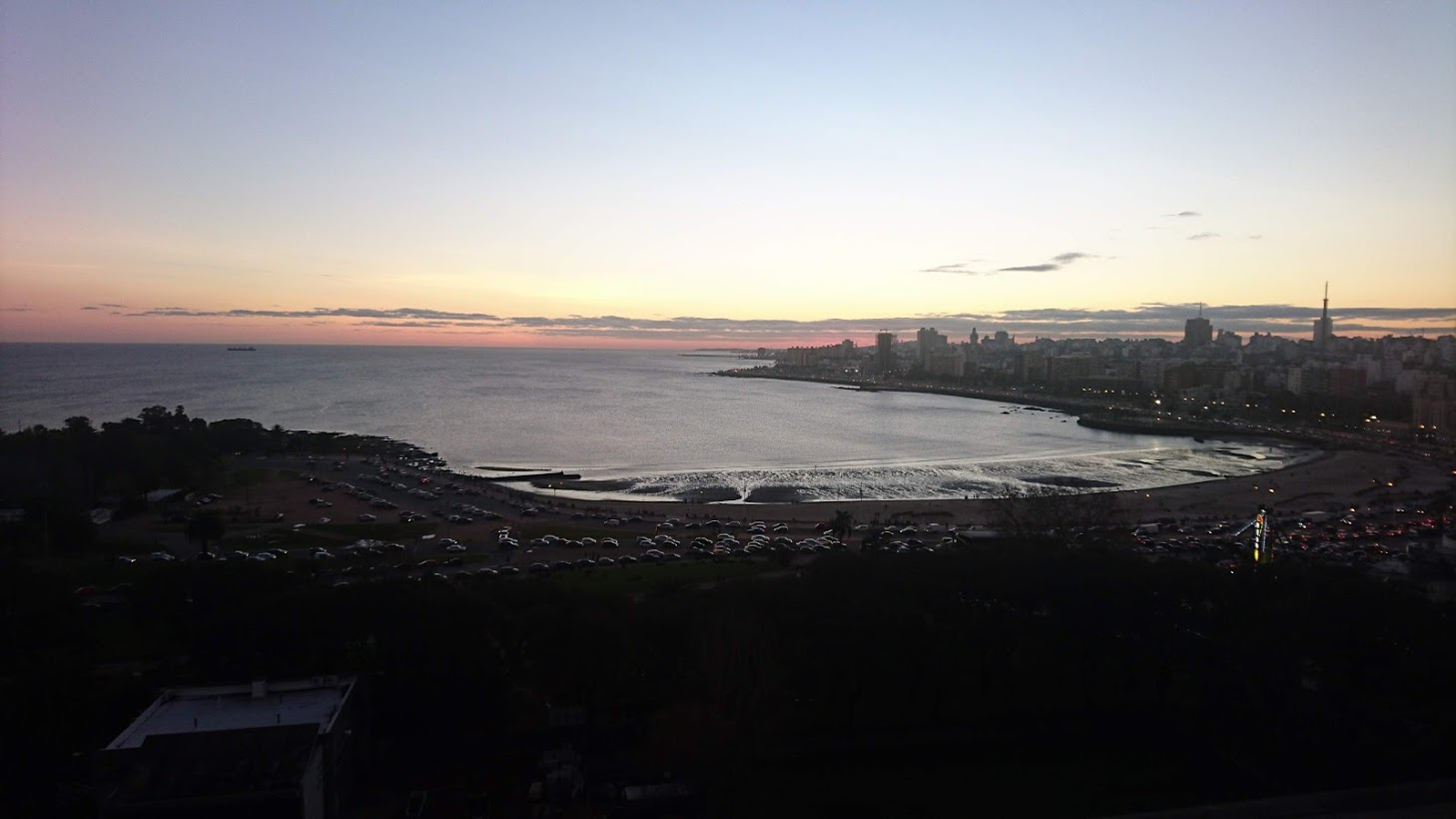
Playa Ramírez desde la Facultad de Ingeniería (UdelaR) en 2018.